# Châtillon-en-Bazois
Châtillon-en-Bazois ist eine französische Gemeinde mit 835 Einwohnern (Stand 1. Januar 2022) im  Département Nièvre in der Region Bourgogne-Franche-Comté. Sie gehört zum Arrondissement Château-Chinon (Ville) und zum Kanton Château-Chinon.

## Geografie
Die Gemeinde Châtillon-en-Bazois liegt in einer engen Flussschleife des Aron und am Canal du Nivernais, 38 Kilometer östlich von Nevers.

## Bevölkerungsentwicklung
| Jahr                       | 1962 | 1968 | 1975 | 1982 | 1990 | 1999 | 2007 | 2019 |
| -------------------------- | ---- | ---- | ---- | ---- | ---- | ---- | ---- | ---- |
| Einwohner                  | 1027 | 1071 | 1151 | 1179 | 1161 | 1056 | 975  | 905  |
| Quellen: Cassini und INSEE |      |      |      |      |      |      |      |      |

## Sehenswürdigkeiten

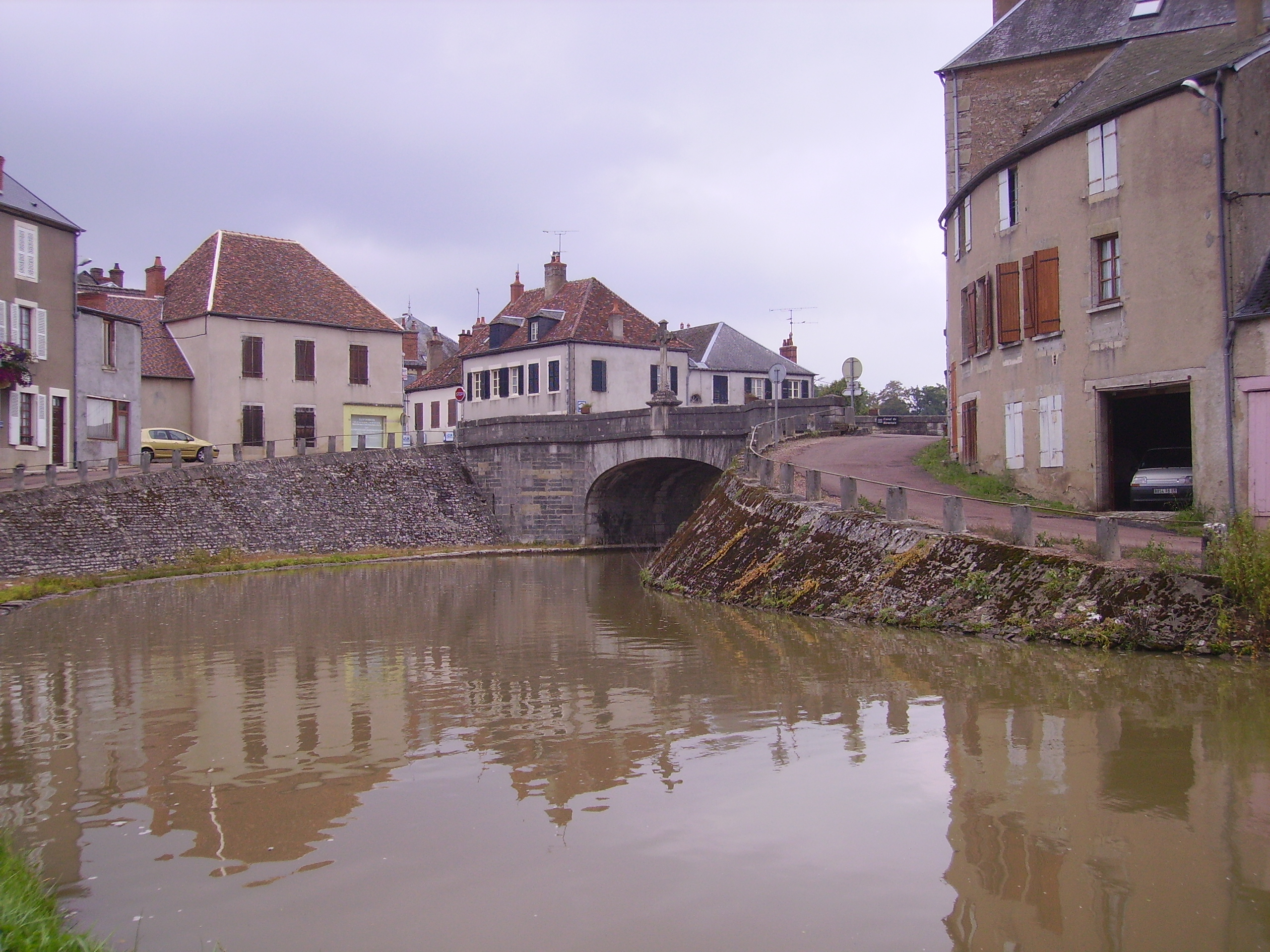
Der Canal du Nivernais in Châtillon-en-Bazois

- Kirche Saint-Jean-Baptiste
- Schloss

## Persönlichkeiten
- Henri Virlogeux (1924–1995), Schauspieler